# Tamalpais-Homestead Valley
Tamalpais-Homestead Valley es un lugar designado por el censo en el condado de Marin en el estado estadounidense de California. En el año 2000 tenía una población de 10,691 habitantes y una densidad poblacional de 828.8 personas por km².

## Geografía
Tamalpais-Homestead Valley se encuentra ubicado en las coordenadas 37°53′19″N 122°32′23″O / 37.888526, -122.539609. Según la Oficina del Censo, la ciudad tiene un área total de 12,9 km² (5 mi²), de la cual 12,9 km² (5 mi²) es tierra y 0 km² (0 mi²) (0%) es agua.

## Demografía
Según la Oficina del Censo en 2000 los ingresos medios por hogar en la localidad eran de $102,094, y los ingresos medios por familia eran $122,142. Los hombres tenían unos ingresos medios de $79,518 frente a los $60,058 para las mujeres. La renta per cápita para la localidad era de $56,913. Alrededor del 3.8% de la población estaban por debajo del umbral de pobreza.